# Le Petit-Abergement
Le Petit-Abergement  là một xã ở tỉnh Ain, vùng Auvergne-Rhône-Alpes thuộc miền đông nước Pháp.